# Зорленчор (Караш-Северин)
Зорленчор (рум. Zorlencior) насеље је у Румунији у округу Караш-Северин у општини Зорленцу Маре. Oпштина се налази на надморској висини од 242 m.

## Прошлост
По "Румунској енциклпедији" место се први пут помиње 1591. године. Ту је 1717. године пописано 30 домова. Православна црква је изграђена 1870. године.
Аустријски царски ревизор Ерлер је 1774. године констатовао да место "Сорлесмик" припада Букошничком округу, Карансебешког дистрикта. Становништво је било претежно влашко.

## Становништво
Према подацима из 2002. године у насељу је живело 165 становника, од којих су сви румунске националности.